# Concurrentiebeding (arbeidsovereenkomst)
Een concurrentiebeding in een arbeidsovereenkomst verbiedt de werknemer om tijdens en gedurende een bepaalde periode na afloop van de arbeidsovereenkomst concurrerende werkzaamheden te verrichten, bijvoorbeeld door in dienst te treden bij een concurrent. Meestal bevat het beding een tijdslimiet (bijvoorbeeld één jaar na de uitdiensttreding) en een geografische limiet (bijvoorbeeld een straal van 25 km rond de ex-werkgever, of in een bepaalde provincie of land). In België is het niet toegestaan om een concurrentiebeding overeen te komen met werknemers wier salaris onder een bepaald bedrag zit.
Een concurrentiebeding wordt vaak gecombineerd met andere beperkende bedingen, zoals:
- Relatiebeding: Een relatiebeding verbiedt de oud-werknemer om zakenpartners van de vorige werkgever te benaderen.
- Non-sollicitatiebeding: Een non-sollicitatiebeding verbiedt een oud-werknemer om zijn voormalige collega's te benaderen met een voorstel om voor hem te komen werken.
- Geheimhoudingsbeding: Een geheimhoudingsbeding verbiedt de (oud-)werknemer vertrouwelijke informatie openbaar te maken.

Soms wordt aan het concurrentiebeding een boetebeding gekoppeld: bij niet-naleving van het concurrentiebeding is de oud-werknemer een boete verschuldigd. Dit versterkt de positie van de werkgever: het is vaak lastig voor de werkgever om aan te tonen hoeveel schade hij lijdt doordat de ex-werknemer het concurrentiebeding overtreedt. Om de boete te innen hoeft de werkgever echter niet aan te tonen dat hij schade lijdt: dat de ex-werknemer het concurrentiebeding overtreden heeft is al voldoende.

## Matiging
Niet altijd kan een werkgever een succesvol een beroep doen op een concurrentiebeding. Een concurrentiebeding kan in sommige gevallen naar Nederlands recht onredelijk zijn. Dat kan bijvoorbeeld het geval zijn als het concurrentiebeding betekent dat de oud-werknemer helemaal niet meer aan het werk kan in zijn vakgebied. Een rechter kan het concurrentiebeding dan matigen, bijvoorbeeld door het geografische bereik te beperken. Of een concurrentiebeding redelijk is kan ook afhangen van de functie van de werknemer, en van de omstandigheden waaronder de arbeidsovereenkomst is beëindigd. Vaak wordt naar de volgende punten gekeken:
- Een concurrentiebeding dient in tijd beperkt te zijn. Meestal wordt 1 jaar als redelijk gezien.
- Het geografisch bereik moet beperkt zijn, bijvoorbeeld tot een bepaalde radius of een gemeente.
- Voor freelancers die een tijdelijke opdracht hebben zal een concurrentiebeding ook sneller onredelijk zijn, aangezien het inherent aan zelfstandigheid is dat men meerdere opdrachtgevers heeft.
- Als een werknemer in zijn proeftijd wordt ontslagen is het niet aannemelijk dat hij in die korte tijd al over dermate gevoelige kennis beschikt dat toepassing van het concurrentiebeding redelijk is.
- Ook als de werkgever de werknemer heeft ontslagen wegens disfunctioneren zal hij niet altijd een succesvol beroep kunnen doen op het concurrentiebeding (de werkgever is immers van mening dat de werknemer onvoldoende functioneert, van zo'n werknemer zou dus weinig concurrentie te verwachten zijn).
- Het is mogelijk dat een werkgever een werknemer niet tegemoet wil komen in bepaalde zaken terwijl een concurrent hier wel toe bereid is. Men kan denken aan een promotie, significante salarisverhoging, uitzending naar het buitenland, een MBA op bedrijfskosten. Wanneer de werknemer aantoonbaar dit aan de werkgever heeft gevraagd en nul op het rekest heeft gekregen, kan het onredelijk zijn hem dan vervolgens aan het concurrentiebeding te houden.

Als de werkgever oneigenlijke druk heeft gebruikt om de werknemer akkoord te laten gaan met het concurrentiebeding, zal hij in het algemeen geen beroep kunnen doen op het concurrentiebeding.

## Nederlands wetsvoorstel 2001-2006
Op 17 december 2001 is bij de Tweede Kamer een wetsvoorstel ingediend dat als doel had om de mogelijkheden om een concurrentiebeding overeen te komen, sterk te beperken (wijziging van artikel 7:653 van het Burgerlijk Wetboek). Na een lange behandeling (die ruim 1,5 jaar stil heeft gelegen) is het wetsvoorstel op 13 juni 2006 gesneuveld in de Eerste Kamer in verband met het feit dat niet duidelijk is wanneer een vergoeding "billijk" is, en dat niet duidelijk is wat het rechtsgevolg is als de overeengekomen vergoeding niet billijk is.